# القريه السفلي (حبيش)

تعديل مصدري - تعديل

القرية السفلي محلة تابعة لقرية المعشار، التابعة لعزلة بني شبيب بمديرية حبيش إحدى مديريات محافظة إب في الجمهورية اليمنية، بلغ تعداد سكانها 171 حسب تعداد اليمن لعام 2004.